# غوستاف أندرسون
غوستاف أندرسون (بالسويدية: Gustaf Andersson)‏ مواليد 6 ديسمبر 1974 في ترولهتان، هو لاعب كرة قدم سويدي سابق كان يلعب كمهاجم شارك خلال مسيرته في 473 مباريات وسجل 152 هدف.

## أندية ومنتخبات لعب لها
- نادي غوتبورغ
- نادي هلسينغبورغ
- منتخب السويد لكرة القدم

## روابط خارجية
- غوستاف أندرسون على موقع اتحاد السويد (السويدية)
- غوستاف أندرسون على موقع قاعدة بيانات كرة القدم.إي يو (الإنجليزية)
- غوستاف أندرسون على موقع ناشيونال فوتبول تيمز (الإنجليزية)